# 由良町
由良町（日语：／ Yura chō */?）是位於日本和歌山縣中部沿海的行政區劃。轄區主要位於由良川流域及白崎地區，主要市區位於由良川出海口。由於由良港為沉水海岸，在20世紀初大日本帝國海軍曾在此設立紀伊防備隊司令部，現在仍有海上自衛隊由良基地，目前在此也有三井造船及川崎重工合資的造船廠。

## 人口
| 由良町人口分布圖 |                                               |  |
| 由良町與日本全國年齡別人口分布比較圖 （2005年資料） | 由良町的年齡、男女別人口分布圖 （2005年資料） |  |
| ■紫色是由良町 ■綠色是全国 | ■藍色是男性 ■紅色是女性                       |  |
| 由良町人口變化 \| 1970年 \| 8,258人 \| \| \| 1975年 \| 9,273人 \| \| \| 1980年 \| 9,468人 \| \| \| 1985年 \| 9,273人 \| \| \| 1990年 \| 8,529人 \| \| \| 1995年 \| 8,056人 \| \| \| 2000年 \| 7,625人 \| \| \| 2005年 \| 7,179人 \| \| \| 2010年 \| 6,508人 \| \| \| 2015年 \| 5,837人 \| \| \| 2020年 \| 5,364人 \| \| |                                               |  |
| 資料來源：日本總務省統計中心提供之人口普查數據 |                                               |  |
| 1970年 | 8,258人                                       |  |
| 1975年 | 9,273人                                       |  |
| 1980年 | 9,468人                                       |  |
| 1985年 | 9,273人                                       |  |
| 1990年 | 8,529人                                       |  |
| 1995年 | 8,056人                                       |  |
| 2000年 | 7,625人                                       |  |
| 2005年 | 7,179人                                       |  |
| 2010年 | 6,508人                                       |  |
| 2015年 | 5,837人                                       |  |
| 2020年 | 5,364人                                       |  |

## 歷史
在令制國時代屬於紀伊國日高郡，西北部過去曾是石清水八幡宮的領地－衣奈莊，現在的市區周邊則曾是蓮華王院和藤原重子的領地－由良莊。
江戶時代後成為紀州藩的領地，19世紀末明治維新實施廢藩置縣後改隸屬和歌山縣。
1889年日本實施町村制時，現在的由良町轄區在當時分屬位於現在主要市區的由良村，位於西部白崎地區的白崎村，位於西北部沿海的衣奈村；其中由良村先在1947年升格為由良町，在昭和大合併期間的1955年，三個行政區劃合併為新設立的由良町。

### 變遷表
| 1889年4月1日 | 1889年 - 1912年 | 1912年 - 1944年 | 1945年 - 1954年             | 1955年 - 1989年           | 1989年 - 現在             | 現在                      |
| ------------ | --------------- | --------------- | --------------------------- | ------------------------- | ------------------------- | ------------------------- |
| 由良村       | 由良村          | 由良村          | 1947年10月15日 改制為由良町 | 1955年1月1日 合併為由良町 | 1955年1月1日 合併為由良町 | 1955年1月1日 合併為由良町 |
| 白崎村       |                 |                 |                             | 1955年1月1日 合併為由良町 | 1955年1月1日 合併為由良町 | 1955年1月1日 合併為由良町 |
| 衣奈村       |                 |                 |                             | 1955年1月1日 合併為由良町 | 1955年1月1日 合併為由良町 | 1955年1月1日 合併為由良町 |

## 交通

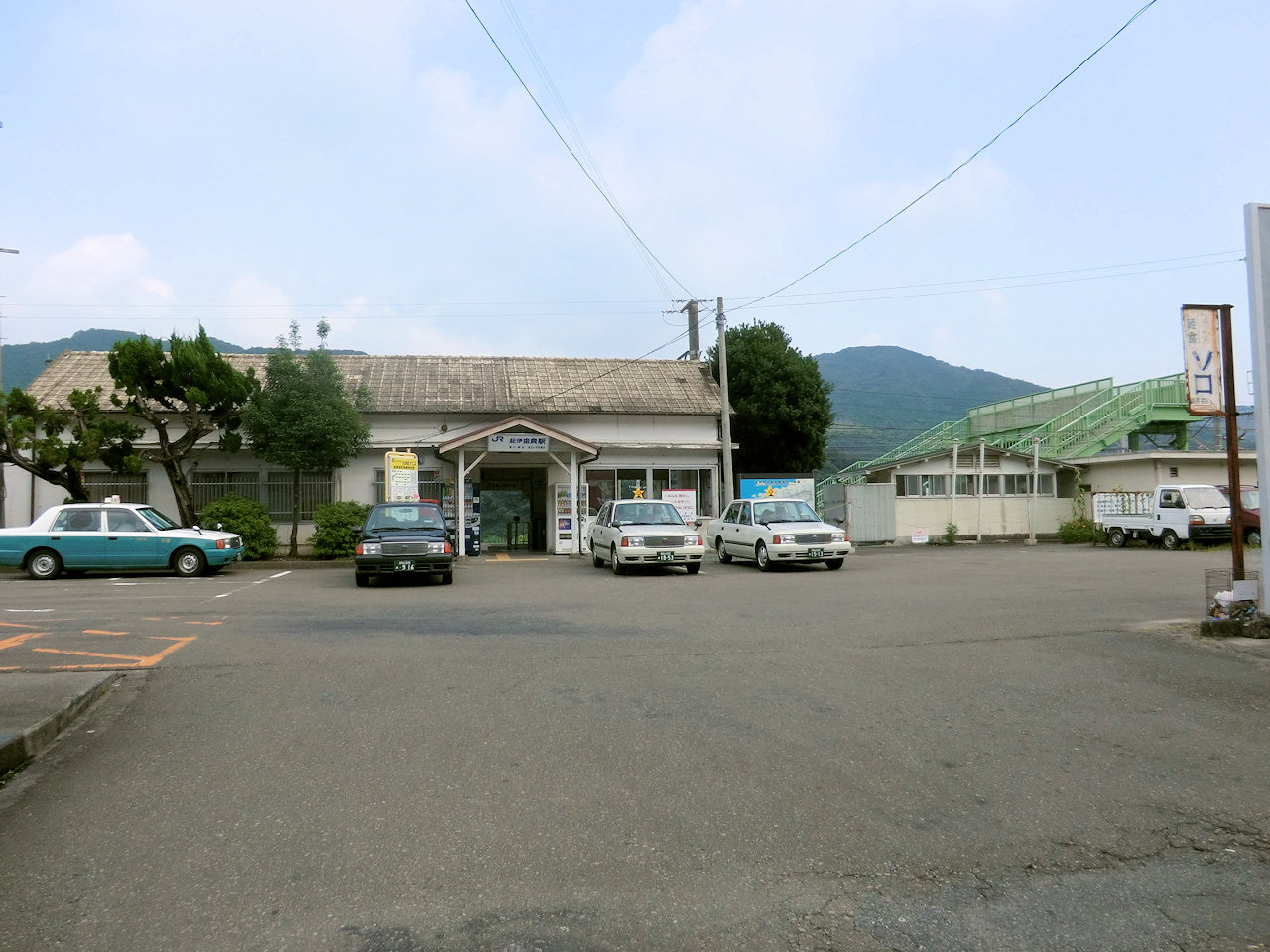
紀伊由良車站

由良町最主要的聯外鐵路西日本旅客鐵道紀勢本線及國道42號都是大致沿著由良川通過轄內，並經過主要市區的東側，同時鐵路在此設有紀伊由良車站。
町內的客運路線則是由中紀巴士所經營。

### 鐵路
- 西日本旅客鐵道
  - 紀勢本線：（←[[日高町 (和歌山縣)|） - 紀伊由良車站 - （廣川町→）

## 觀光資源

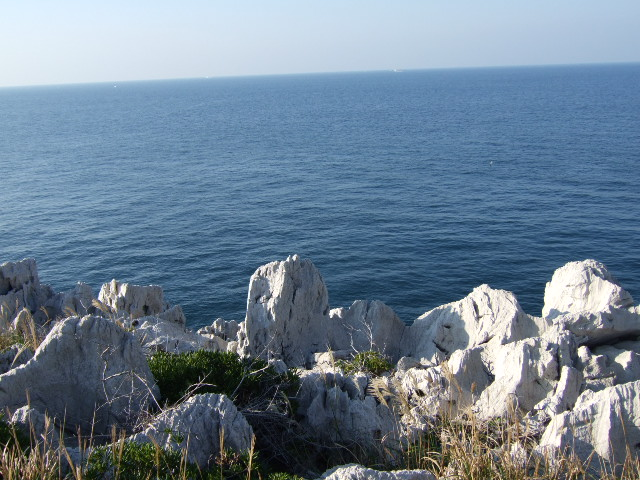
白崎海岸

位於由良町西部的白崎海岸是日本少見的石灰岩海岸，除了各種特殊的石灰岩景觀，也是適合潛水的地方，不但被選入日本的沙灘百選，也設立了白崎海岸縣立自然公園。

## 外部連結
- （日語） 由良觀光指引 （页面存档备份，存于）
- （日語） 由良的助的Facebook專頁